# Yōichi Ui
Yōichi Ui (宇井 陽一, Ui Yōichi, né le 27 novembre 1972 à Chiba, dans la préfecture du même nom, dans la région de Kantō) est un ancien pilote japonais de motoGP.

## Biographie
Yōichi Ui est né le 27 novembre 1972 et commence la compétition lors du championnat du monde 1995 par le Grand Prix moto du Japon et s'arrête à la fin de la saison 2007 sur le même circuit.
Ses meilleurs résultats furent ces places de 2e au classement final en 2000 et 2001 sur 125 cm3. Lors de la saison 2000, il obtint sa première victoire sur le Grand Prix moto du Japon.

## Palmarès
- 2 places de vice-champion du monde en 2000 et en 2001 (en 125 cm3).
- 133 départs.
- 11 victoires (11 en 125 cm3).
- 6 deuxièmes place.
- 5 troisièmes place.
- 17 poles (17 en 125 cm3).
- 22 podiums (22 en 125 cm3).
- 9 meilleurs tours en course.

### Victoires en125 cm3: 11
| Année | Lieu du Grand Prix                 | Circuit                               | Ville                |
| ----- | ---------------------------------- | ------------------------------------- | -------------------- |
| 2000  | Grand Prix moto du Japon           | Circuit de Suzuka                     | Suzuka               |
| 2000  | Grand Prix moto de France          | Circuit Bugatti                       | Le Mans              |
| 2000  | Grand Prix moto des Pays-Bas       | TT Circuit Assen                      | Assen                |
| 2000  | Grand Prix moto de Grande-Bretagne | Donington Park                        | Castle Donington     |
| 2000  | Grand Prix moto d'Allemagne        | Sachsenring                           | Hohenstein-Ernstthal |
| 2001  | Grand Prix moto d'Afrique du Sud   | Phakisa Freeway                       | Welkom               |
| 2001  | Grand Prix moto de Grande-Bretagne | Donington Park                        | Castle Donington     |
| 2001  | Grand Prix moto du Pacifique       | Twin Ring Motegi                      | Motegi               |
| 2001  | Grand Prix moto d'Australie        | Circuit de Phillip Island             | Phillip Island       |
| 2001  | Grand Prix moto de Malaisie        | Circuit international de Sepang       | Sepang               |
| 2001  | Grand Prix moto de Rio de Janeiro  | Autódromo Internacional Nelson Piquet | Rio de Janeiro       |

## Carrière en Grand Prix moto

### Par catégorie
| Cat.    | Année               | 1er GP   | 1er Podium | 1re Victoire | Courses | Victoires | Podiums | Pole | M.tours¹ | Points | Titres |
| ------- | ------------------- | -------- | ---------- | ------------ | ------- | --------- | ------- | ---- | -------- | ------ | ------ |
| 125 cm3 | 1995-2004           | JPN 1995 | BRA 1997   | JPN 2000     | 128     | 11        | 22      | 17   | 9        | 883    | 0      |
| MotoGP  | 2004                | JPN 2004 |            |              | 3       | 0         | 0       | 0    | 0        | 1      | 0      |
| 250 cm3 | 2006-2007           | JPN 2006 |            |              | 2       | 0         | 0       | 0    | 0        | 2      | 0      |
| Total   | 1995-2004;2006-2007 |          |            |              | 133     | 11        | 22      | 17   | 9        | 886    | 0      |